# Cappella Baglioni

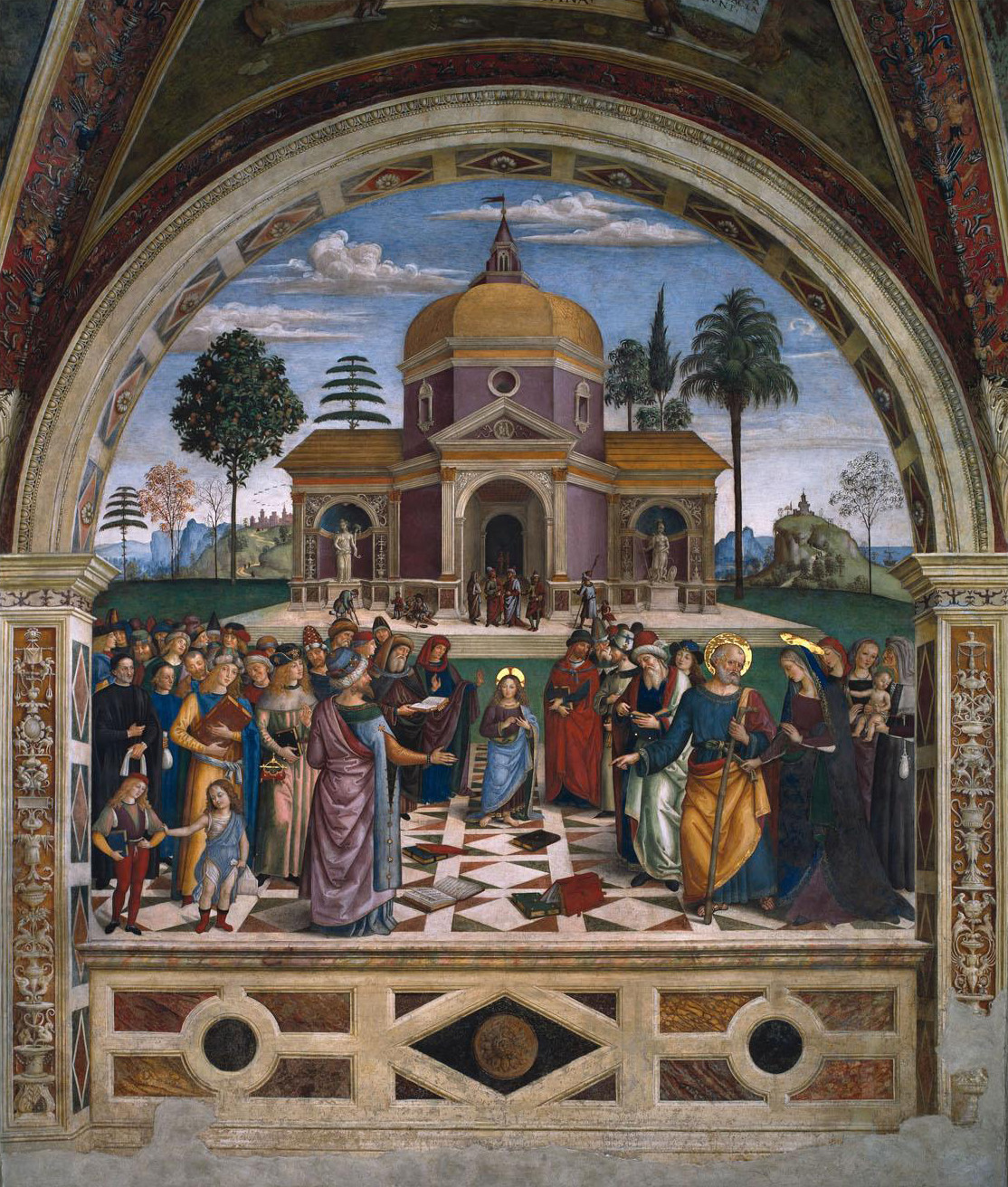
Disputa di Gesù coi dottori

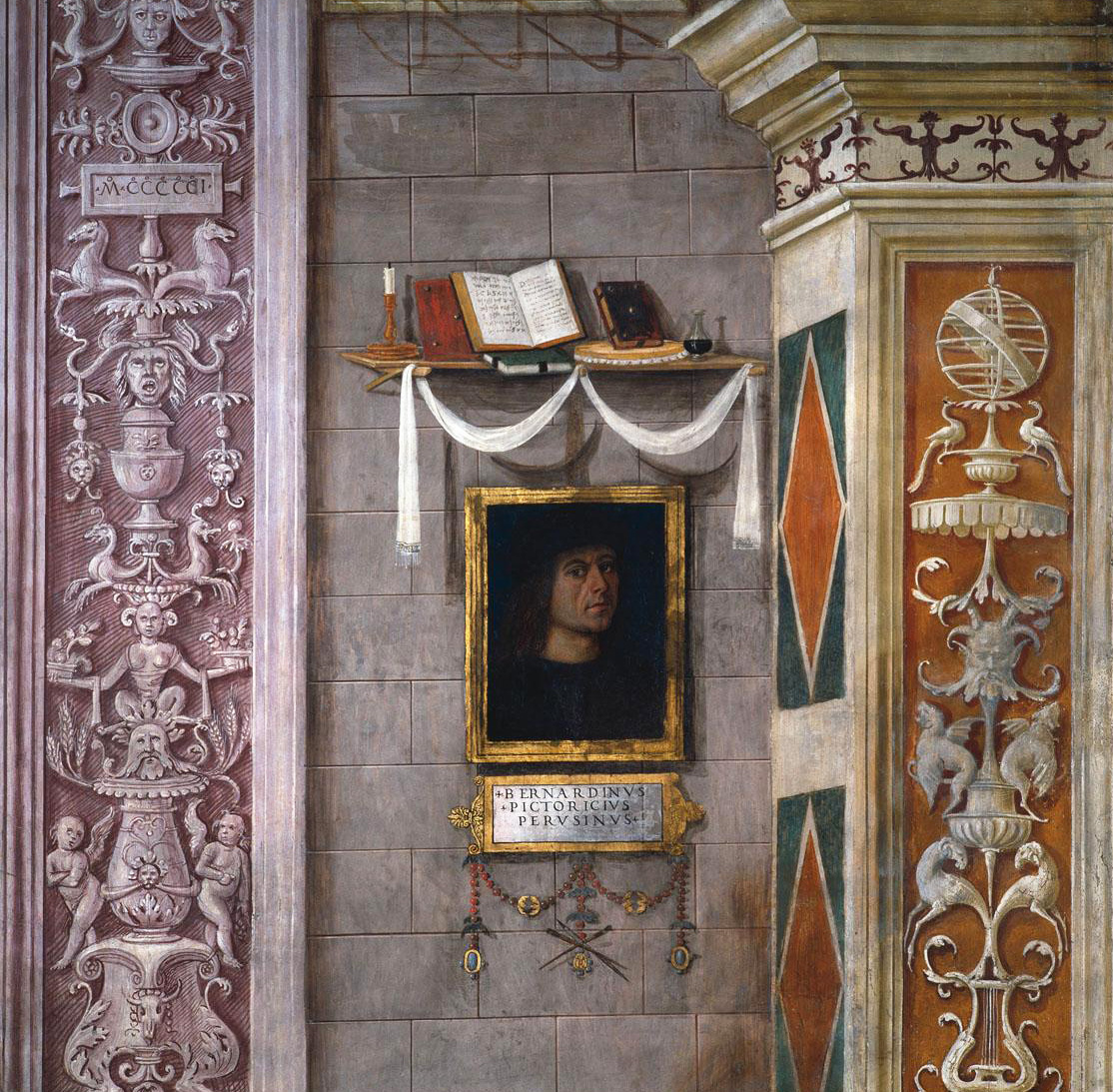
L'autoritratto di Pinturicchio e la data tra le grottesche

La cappella Baglioni si trova nella collegiata di Santa Maria Maggiore di Spello ed è celebre per la presenza di un ciclo di affreschi di Pinturicchio, databili tra il 1500 circa e il 1501.

## Storia
La decorazione venne commissionata dal priore Troilo Baglioni (morto nel 1506), poi vescovo di Perugia, e riporta la data 1501, indicata come termine dei lavori (ma nel luglio 1496 il cantiere forse era già avviato). L'impresa fu l'ultima commissione importante di Pinturicchio in Umbria, prima di partire per Roma e Siena. L'impresa, come di consueto per il pittore perugino, venne condotta con notevole rapidità grazie all'utilizzo di una ben organizzata bottega, con l'impiego di altri maestri che dipingevano su suo disegno. 
Nella seconda metà del XVI secolo la cappella venne pavimentata con mattonelle in ceramica di Deruta dell'artista detto "il frate".
Venne restaurata nel 1976-1977 e dotata di un sistema di climatizzazione contro l'umidità.

## Descrizione

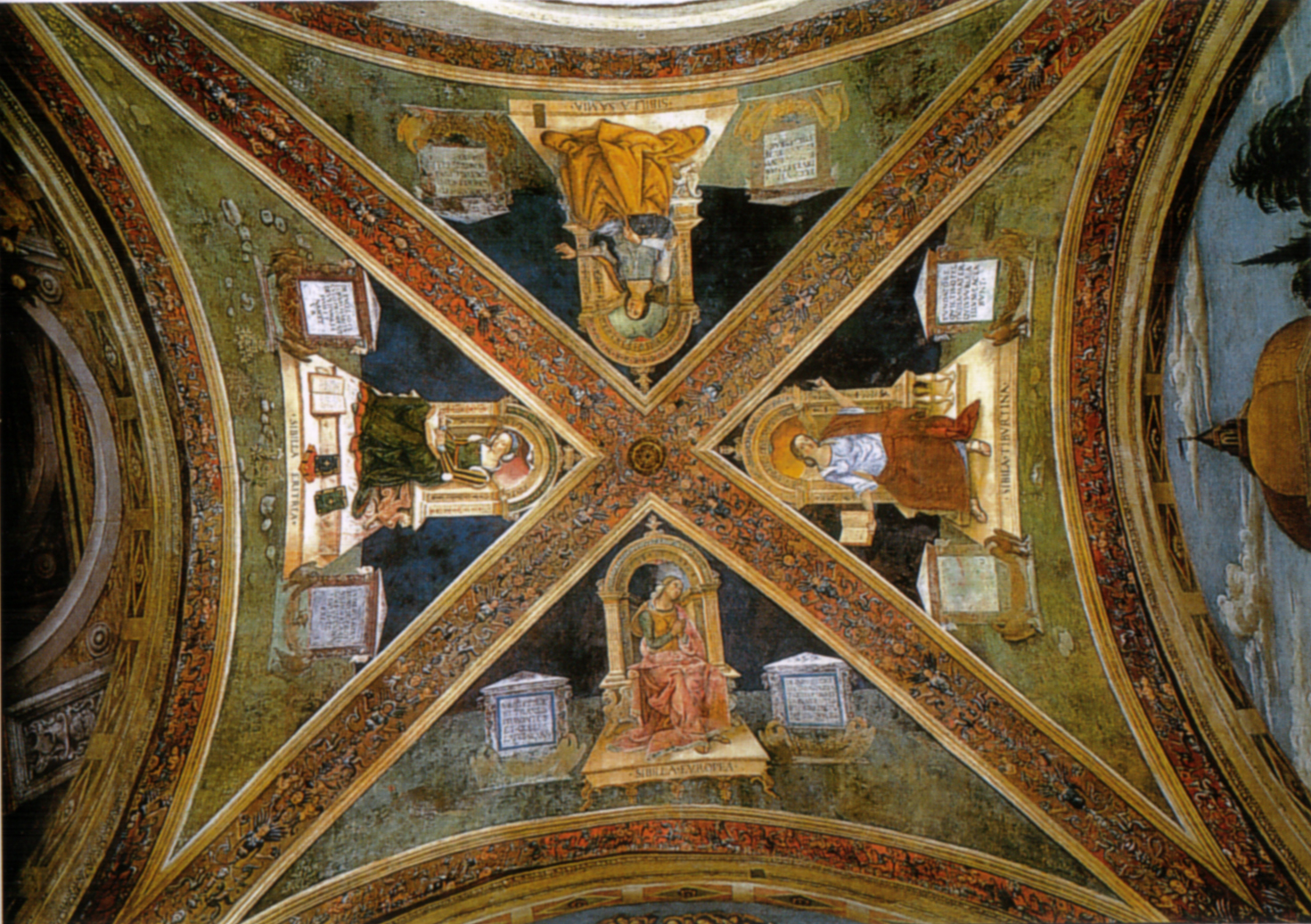
Volta con le Sibille

La cappella è a base quadrangolare con volta a crociera. Gli affreschi hanno come tema le storie di Maria e dell'infanzia di Gesù. La volta, dove di solito si iniziava la decorazione ad affresco, contiene quattro sibille negli spicchi, sedute su troni e affiancate da targhe con profezie sulla venuta di Cristo. Ampiamente soggette a danni e ridipinture, sono forse frutto, nella stesura pittorica, della mano di Bartolomeo Caporali. Le ampie e vivaci candelabre a grottesche lungo i costoloni sono forse dello stesso autore, per somiglianze con quelle da lui realizzate nella chiesa di Sant'Antonio Abate a Deruta. 
Le tre scene principali, a forma di lunettone, occupano le tre pareti disponibili e sono racchiuse da pilastri dipinti e da archi di cui si vede l'intradosso spartito da decorazioni geometriche e rosette e scorciato dal sotto in su, generando l'illusione di trovarsi in un ambiente a croce greca coi bracci aperti verso l'esterno.

### Annunciazione

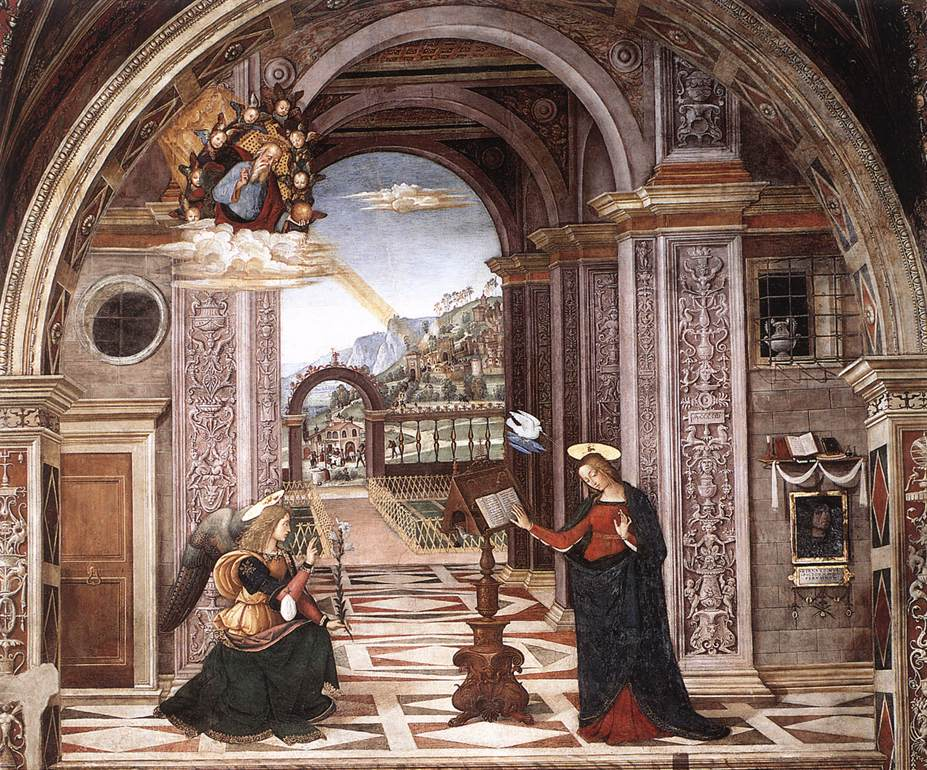
Annunciazione

La parete a sinistra mostra l'Annunciazione, ambientata davanti a un maestoso loggiato rinascimentale, il cui pavimento geometrico ridotto in prospettiva conduce l'occhio dello spettatore in lontananza dove, oltre l'hortus conclusus, si apre un paesaggio ricco di dettagli. I personaggi principali sono abbastanza convenzionali: Maria leggente è sorpresa dall'angelo che si avvicina benedicendola e recando in mano il giglio bianco, simbolo della sua purezza virginale; in alto appare l'Eterno in una mandorla di angioletti che invia, tramite un raggio luminoso, la colomba dello Spirito Santo.
Particolarmente curata appare la parte destra, dove su una parete si apre una finestrella con grata su sui è appoggiata un'anfora e una mensola di libri con sotto un dipinto appeso, che altro non è che l'autoritratto del pittore, dalla posa fiera, con tanto di iscrizione dedicatoria in una tabella ingioiellata (+ BERNARDINVS + PICTORICIVS PERVSINVS +).

### Adorazione dei pastori
La parete centrale mostra l'Adorazione dei pastori, con l'arrivo del corteo dei Magi sullo sfondo. La scena è ambientata nel prato davanti alla capannuccia, che grazie alla prospettiva da sott'in su assume proporzioni grandiose, con una netta definizione di tutti gli elementi, dal recinto incannicciato del bue e l'asinello alla soma usata nel viaggio. Adeguato è l'espediente di aprire una finestrella nella parete da cui si scorge un nitido paesaggio, una sorta di quadro nel quadro. I pastori in primo piano hanno tratti somatici affettati ed espressivi, secondo l'esempio fiammingo, mentre il giovane con capro a sinistra mostra una bellezza efebica più idealizzata, ispirata a rilievi antichi a soggetto sacrificale. Il gruppo della Madonna col Bambino riprende le forme dell'Adorazione dei pastori affrescata anni prima nella Cappella del presepio in Santa Maria del Popolo a Roma. In alto si trova un coro di angeli.
Molto curato è lo sfondo, dove si staglia una città definita nei minimi dettagli, di sapore miniaturistico. Tra gli elementi simbolici si vede il pavone sulla capannuccia, simbolo di immortalità. 

### Disputa di Gesù coi dottori
La parete destra è decorata dalla disputa di Gesù coi dottori. Il Bambino Gesù è il perno dei due gruppi di filosofi del tempio di Gerusalemme, che torreggia sullo sfondo incombendo con la sua cupola. Si tratta di uno schema già usato da Pinturicchio nella cappella Bufalini, a sua volta derivato dall'esempio di Perugino nella consegna delle chiavi della Cappella Sistina. L'edificio è come di consueto a pianta centrale e mostra due nicchie con decorazioni a grottesche e statue all'antica, secondo quel gusto antiquario di cui Pinturicchio fu uno dei protagonisti. La folla di personaggi è composta da figure generiche, dette "dell'arte", che includono un vasto repertorio tra cui giovani spose, savi, vecchie sdentate e semplici astanti. Tra di essi spiccano alcuni ritratti, tra cui quello di Troilo Baglioni a sinistra, in veste di protonotaro apostolico con di fianco un signore con delle monete simbolo della ricompensa per Pinturicchio .